# Wa (ethnie)
Pour les articles homonymes, voir Wa et Va.

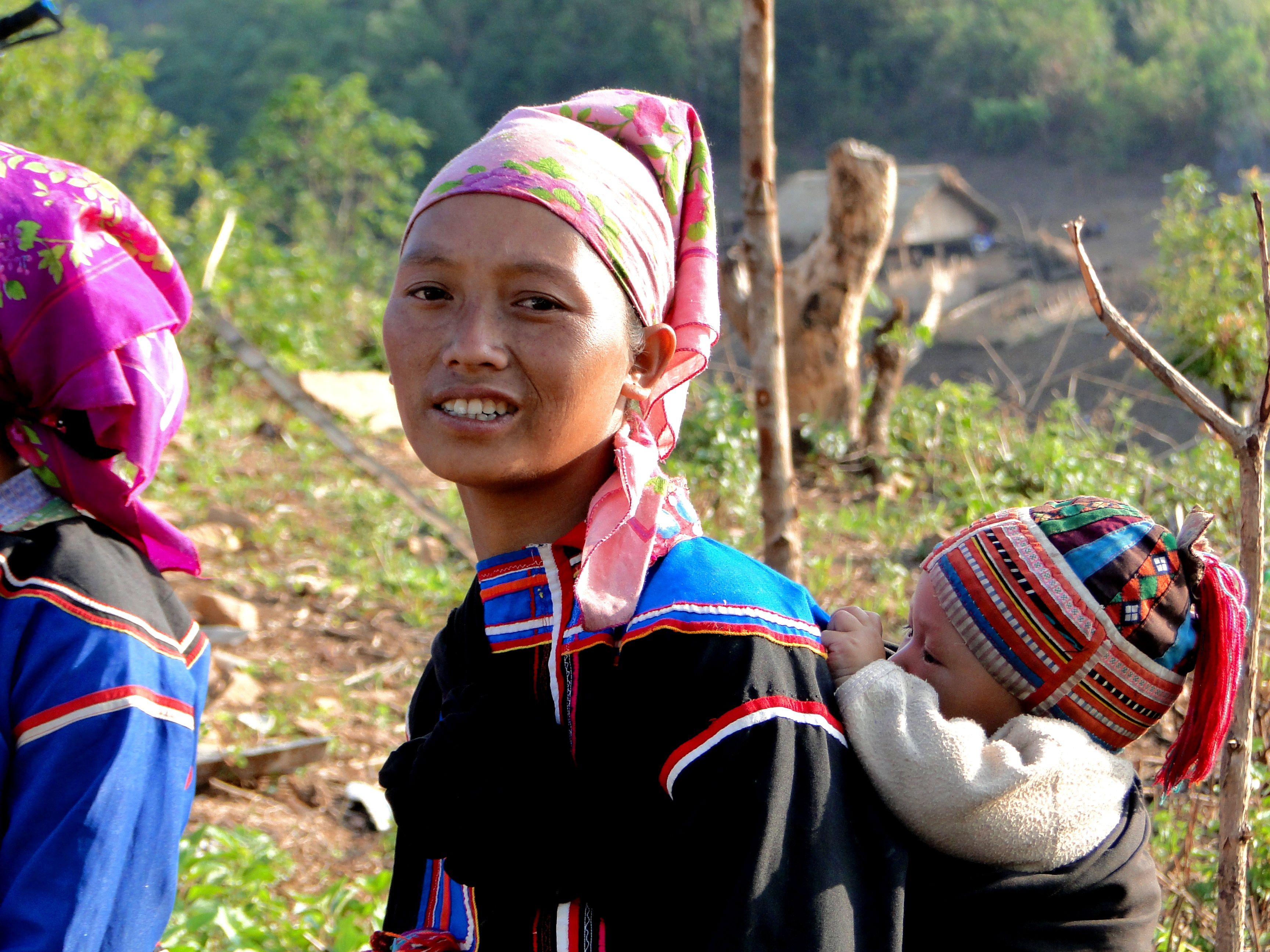
Femme wa et son enfant, à proximité de la frontière birmano-chinoise

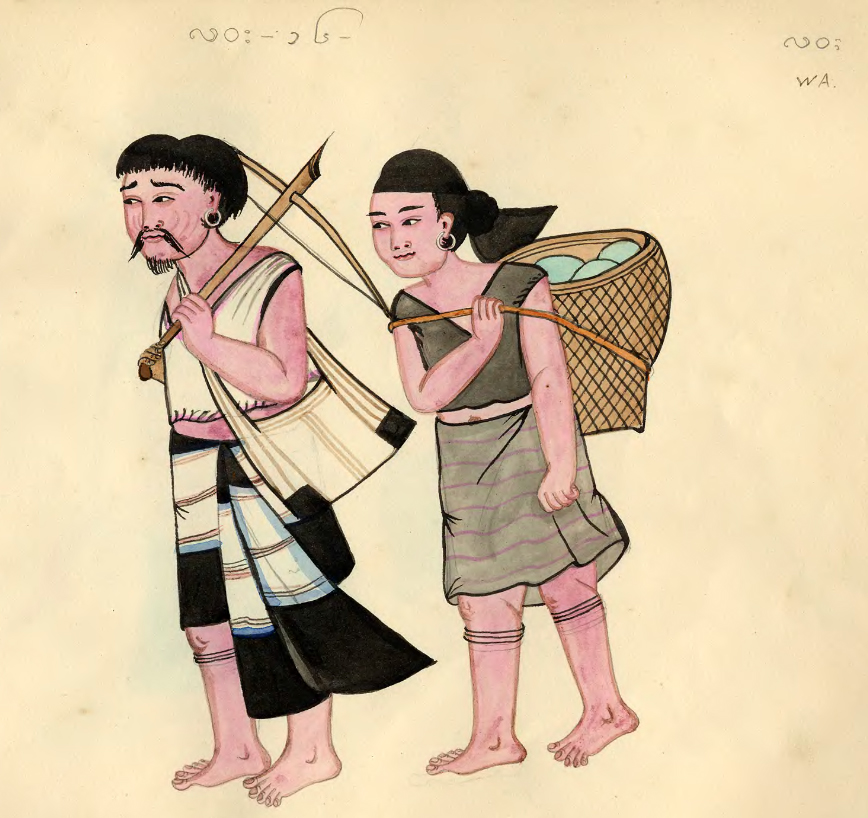
Un couple d'ethnie Wa, manuscrit birman, vers 1900

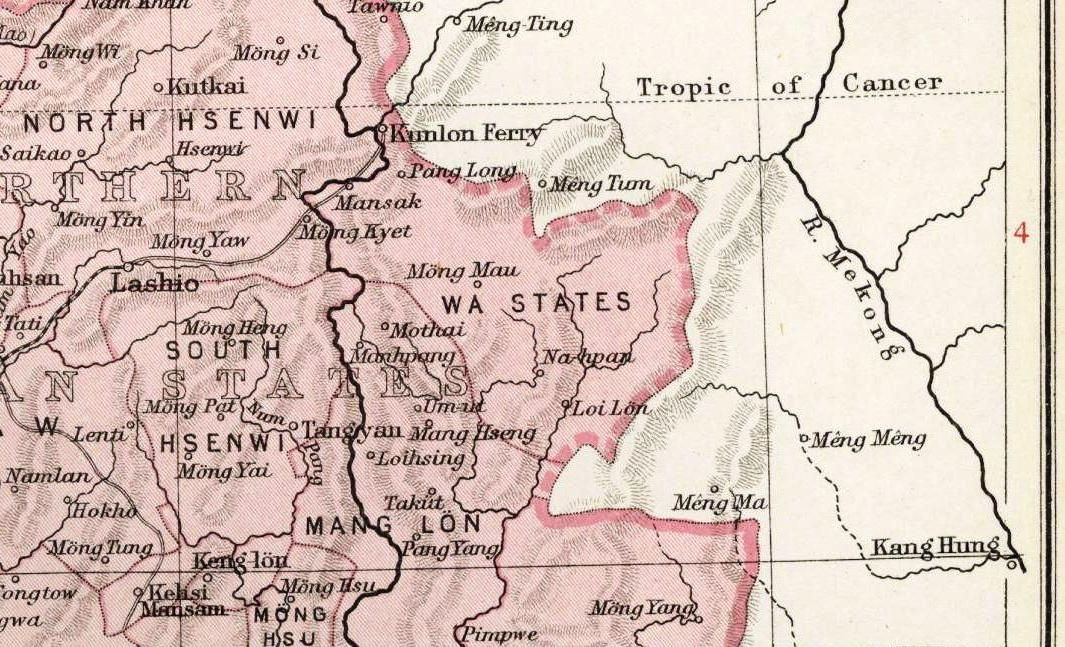
Carte des États Wa dans un atlas de lImperial Gazetteer of India.

Les Wa (nom écrit Va en Chine) (en sinogrammes simplifiés : 佤族; en pinyin :  Wǎzú) sont une population de langue môn-khmer dont les villages sont répartis dans les montagnes de l'État Shan du nord de la Birmanie (Union du Myanmar) et dans le sud-ouest de la province chinoise du Yunnan. La langue wa n'est une langue écrite que depuis 1933.

## Les Wa de Birmanie (Myanmar) et la United Wa State Army (UWSA)
(Extrait de Conflits et trafic d'opium dans le Triangle d'or (Questions internationales no 11 - janvier-février 2005) de Pierre-Arnaud Chouvy, avec l'autorisation de l'auteur: Geopium: Géopolitique des drogues illicites en Asie)
« Les Wa sont l’une des populations les moins connues d’Asie bien que l’on en estime leur nombre à 800 000 en Birmanie (État shan) et à 400 000 en Chine (Yunnan). La majorité des écrits traitant des Wa est en relation avec la United Wa State Army (UWSA), l’armée de quelque 20 000 hommes qui, en 1989, a obtenu de la junte birmane le contrôle total de la Région spéciale no 2 (qui a produit 34 % de l’opium (opium) de Birmanie en 2003), frontalière de la Chine. Les Wa sont une population tribale des hauteurs de la périphérie montagneuse birmane. « Race martiale » s’il en est, les Wa ont été d’abord connus en tant que chasseurs de têtes (activité propitiatoire à finalité agricole), puis comme guerriers redoutables dont le Parti communiste de Birmanie a su faire sa chair à canon ».
« Appartenant au groupe ethnolinguistique Môn-Khmer, les Wa figurent parmi les plus anciens habitants d’Asie du Sud-Est continentale et seraient originaires d’une région de 150 km2 située entre les fleuves Salouen et Mékong, précisément là où l’UWSA a consolidé la Région spéciale no 2. L’ancienneté du peuplement wa par rapport à ceux des Shan ou des Chinois ne semble pas être contestée par les uns ou les autres, les Chinois désignant notamment les Wa sous le vocable benren (peuple autochtone). Si l’on en croit les traditions orales des Wa et les chroniques des Shan, les Wa auraient été déplacés par les Shan, depuis Kengtung par exemple jusqu’au nord de Pangshang (capitale actuelle de l'UWSA). Les Wa ont souvent été qualifiés de « barbares » ou de « sauvages » par les Chinois qui distinguaient les Wa « cuits » – sous administration chinoise – des Wa « crus » – qui n’en dépendaient pas. Les Britanniques, eux, faisaient la différence entre les Wild Wa (Wa sauvages) et les Tame Wa (Wa apprivoisés) ».
« Économiquement, les Wa, à l’instar des autres groupes tribaux qui les entourent, cultivent du riz de montagne et n’ont eu recours à l’irrigation qu’à partir des années 1950, principalement en Chine. L’opium est devenu pour les Wa de Birmanie, qui ne pratiquent pas l’irrigation, une production de rente qui leur permet de faire face au déficit vivrier que l’agriculture pluviale implique : ainsi, 75 % de la population (Akha, Wa, Lahu, etc.) de la région dans laquelle les Nations unies (United Nations Office on Drugs and Crime : UNODC) mettent en place leurs projets de développement alternatif souffre de déficit en riz pendant quatre à six mois de l’année. L’UWSA s’est fixé pour objectif de supprimer la production d’opium de son territoire en 2005, objectif dont les conséquences humanitaires dramatiques tentent d’être atténuées par les actions des Nations unies (UNODC), d’Aide médicale internationale (AMI), de Malteser (ordre souverain de Malte) et d’autres rares organisations internationales et non gouvernementales ».

## Conflit avec le gouvernement central
Les Wa combattent depuis de longues années le gouvernement central birman. Ils ont été fournis en hélicoptères et en missiles antiaériens par la Chine qui a un intérêt traditionnel sur ces régions. Les rebelles refusaient encore en 2015 les pourparlers de paix.
La Chine et la Birmanie poussent en 2016 les Wa à participer à des pourparlers, sous la forme d'une conférence réunissant les différents groupes ethniques birmans, prévue à Panglong le 31 août 2016.

## Les Wa de la Chine
Les Wa font partie d'un des 56 groupes ethniques officiellement identifiés par la République populaire de Chine.
Les Wa en Chine habitent les districts de Ximeng, Cangyuan, Menglian, Gengma, Lancang, Shuangjiang, Zhenkang et Yongde du Yunnan, où ils étaient environ 400 000 à la fin du XXe siècle.

## Langues
Les Wa parlent plusieurs langues du groupe dit « môn-khmer septentrional » de la branche môn-khmer des langues austroasiatiques : le parauk, le vo et l'awa.